# Erik Palladino

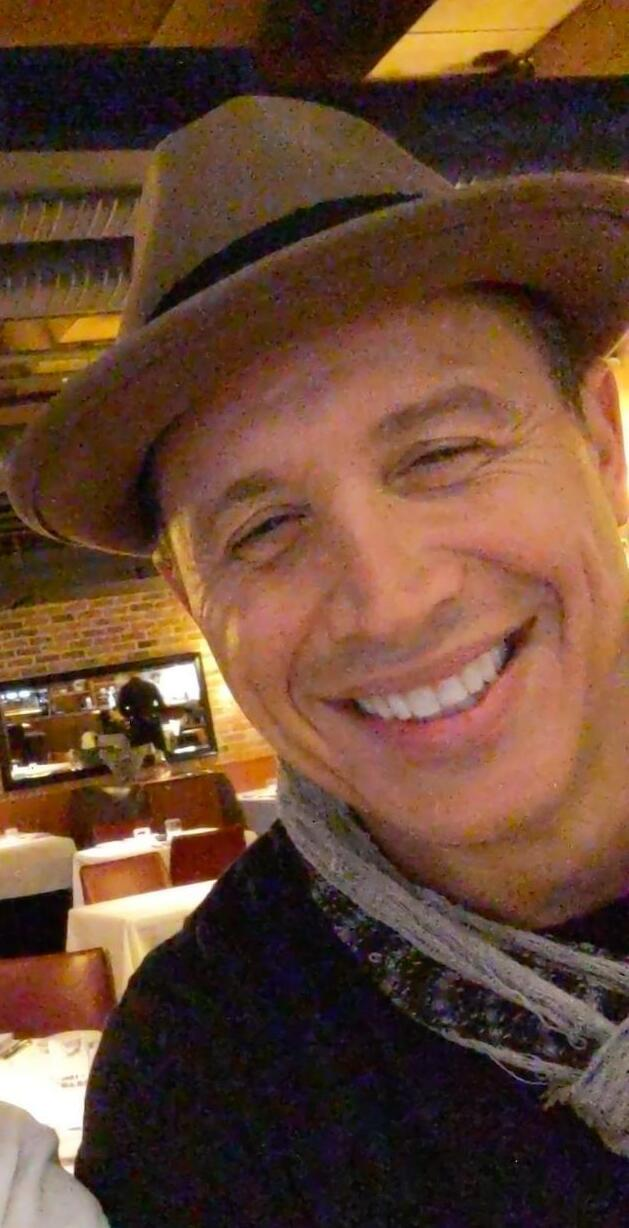
Erik Palladino 2021

Erik Palladino (* 10. Mai 1968 in Yonkers, New York City, New York) ist ein US-amerikanischer Schauspieler.

## Leben
Er wuchs im New Yorker Stadtteil Yonkers auf. Wäre er nicht Schauspieler geworden, würde er laut eigener Aussagen wahrscheinlich im Gefängnis sitzen. Er hat zwei ältere Brüder, sein Vater besitzt ein Heizungsunternehmen in der Bronx.

### Schauspielkarriere
Im März 2012 wurde er für die Science-Fiction-Fernsehserie 666 Park Avenue besetzt, welcher auf dem gleichnamigen Roman von Gabriella Pierce beruht. Zuvor spielte er u. a. den Sgt. Chris „Scream“ Silas in Over There – Kommando Irak.

### Privates
Er ist seit 2010 Vater eines Sohnes.

## Filmografie (Auswahl)
- 1998: The Week that Girl Died
- 1998: Ich kann’s kaum erwarten! (Can’t Hardly Wait)
- 1999: Roadkill
- 1999–2001: Emergency Room – Die Notaufnahme (ER, Fernsehserie, 46 Episoden)
- 2000: This Space Between Us
- 2000: U-571
- 2001: Finder’s Fee
- 2001: Strange Frequency
- 2003: Latter Days
- 2003: Justice
- 2003: Law & Order: Special Victims Unit (Fernsehserie, 2 Episoden)
- 2004: Breach (Kurzfilm)
- 2004: Dr. Vegas (Fernsehserie, Episoden 1x05–1x06)
- 2004: Dead & Breakfast – Hotel Zombie (Dead & Breakfast)
- 2005: Over There – Kommando Irak (Over There, Fernsehserie, 13 Episoden)
- 2006: L.A. Dicks
- 2006: Barry Dingle
- 2007: Numbers – Die Logik des Verbrechens (Fernsehserie, Episode 3x22)
- 2007: Haunted Hill – Die Rückkehr in das Haus des Schreckens (Return to House on Haunted Hill)
- 2008: Criminal Minds (Fernsehserie, 2 Episoden)
- 2008: Burn Notice (Fernsehserie, Episode 3x04)
- 2009: Navy CIS (NCIS, Fernsehserie, Episode 7x04)
- 2009: Fringe – Grenzfälle des FBI (Fringe, Fernsehserie, Episode 1x15)
- 2009: The New Daughter
- 2009–2010: Make It or Break It (Fernsehserie, 6 Episoden)
- 2010: Buried – Lebend begraben (Buried)
- 2010: Rizzoli & Isles (Fernsehserie, Episode 1x10)
- 2010: White Collar (Fernsehserie, Episode 1x09)
- 2011: Harry’s Law (Fernsehserie, Episode 2x08)
- 2012–2013: 666 Park Avenue (Fernsehserie, 7 Episoden)
- 2012–2021: Navy CIS: L.A. (NCIS: Los Angeles, Fernsehserie, 18 Episoden)
- 2016: Suits (Fernsehserie, 8 Episoden)
- 2016: Designated Survivor (Fernsehserie, Episode 1x07)
- 2018: Six (Fernsehserie, 5 Episoden)
- 2018–2023: The Marvelous Mrs. Maisel (Fernsehserie, 8 Episoden)
- 2019: Watchmen (Fernsehserie, 1 Episode)